# Копие на Лонгин
Копието на Лонгин, известно и като „копието на съдбата“, „свещеното копие“ или „Христовото копие“ според Евангелието от Йоан(единственото място, където е споменато) е копието, с което римският войник Лонгин пробожда разпънатия Иисус Христос, за да потвърди смъртта му.
| „             | ...но един от войниците прободе с копие ребрата Му, и веднага изтече кръв и вода. | “ |
| [Иоан. 19:34] |                                                                                   |   |

За вярващите това е християнска реликва.